# Tricuspiodon
Il tricuspiodonte (gen. Tricuspiodon) è un mammifero estinto appartenente agli euteri, di incerta collocazione sistematica. Visse nel Paleocene superiore (circa 59 - 56 milioni di anni fa) e i suoi resti fossili sono stati ritrovati in Europa.

## Descrizione
Questo animale è noto per resti incompleti, ed è quindi difficile ricostruirne l'aspetto. Non doveva essere più grande di un gatto, ma la corporatura era sicuramente più massiccia. La mandibola era spessa ma piuttosto bassa, con una sinfisi fusa. Gli incisivi inferiori erano sporgenti verso l'infuori, ed erano seguiti da un grande canino. Al contrario della maggior parte dei cosiddetti "condilartri", i molari e i premolari di Tricuspiodon erano dotati di trigonide e talonide colonnari, erano moderatamente ipsodonti e dotati di cingula. I molari superiori erano dotati di cuspidi bunodonti periferiche, di piccoli conuli, di un ipocono molto piccolo e di cingula deboli.
Lo scheletro postcranico di Tricuspiodon è imperfettamente conosciuto, ma alcune ossa che possiedono caratteristiche notevoli sono state attribuite a Tricuspiodon da Thewissen (1991). L'omero era corto e robusto, simile a quello dell'attuale castoro. L'ulna era robusta e dotata di un grande olecrano, e la forma della parte prossimale del radio indica che il movimento di supinazione era limitato.

## Classificazione
Il genere Tricuspiodon venne descritto per la prima volta nel 1885 da Victor Lemoine, sulla base di resti fossili ritrovati in Francia, nel giacimento paleocenico di Cernay-lès-Reims. A questo animale sono state ascritte varie specie, tutte del Paleocene superiore francese: T. ruetimeyeri (da Cernay), T. sobrinus (da Berru) e T. magistrae (anch'essa da Berru).
Tricuspiodon è un genere enigmatico: le caratteristiche dentarie non permettono di classificarlo con sicurezza in nessun gruppo di mammiferi noti. Per alcuni studiosi Tricuspiodon potrebbe essere un membro aberrante degli iopsodontidi, un gruppo di "condilartri" dal corpo allungato, tipici dell'Eocene, mentre altri studiosi (come Dale E. Russell) lo hanno posto in una famiglia a sé stante, i Tricuspiodontidae; lo stesso Russell, in ogni caso, lo avvicinò alla famiglia dei Phenacodontidae. Le ossa dello scheletro postcranico descritte da Thewissen nel 1991 farebbero supporre una discendenza dagli arctocionidi. Affine a Tricuspiodon era Paratricuspiodon, del Paleocene superiore di Walbeck, in Germania.

## Paleoecologia
Se l'attribuzione delle ossa dello scheletro postcranico è corretta, Tricuspiodon era probabilmente un animale fossorio, che riusciva a scavare tane grazie ai potenti arti anteriori.